# Belgiens Grand Prix 1985
Belgiens Grand Prix 1985 var det trettonde av 16 lopp ingående i formel 1-VM 1985.

## Resultat
1. Ayrton Senna, Lotus-Renault, 9 poäng
2. Nigel Mansell, Williams-Honda, 6
3. Alain Prost, McLaren-TAG, 4
4. Keke Rosberg, Williams-Honda, 3
5. Nelson Piquet, Brabham-BMW, 2
6. Derek Warwick, Renault, 1
7. Gerhard Berger, Arrows-BMW
8. Marc Surer, Brabham-BMW
9. Philippe Streiff, Ligier-Renault
10. Thierry Boutsen, Arrows-BMW
11. Jacques Laffite, Ligier-Renault (varv 38, olycka)
12. Pierluigi Martini, Minardi-Motori Moderni
13. Martin Brundle, Tyrrell-Renault

### Förare som bröt loppet
- Huub Rothengatter, Osella-Alfa Romeo (varv 37, för få varv)
- Riccardo Patrese, Alfa Romeo (31, motor)
- Eddie Cheever, Alfa Romeo (26, växellåda)
- Patrick Tambay, Renault (24, växellåda)
- Teo Fabi, Toleman-Hart (23, gasspjäll)
- Elio de Angelis, Lotus-Renault (17, turbo)
- Christian Danner, Zakspeed (16, växellåda)
- Philippe Alliot, RAM-Hart (10, olycka)
- Stefan "Lill-Lövis" Johansson, Ferrari (7, snurrade av)
- Piercarlo Ghinzani, Toleman-Hart (7, olycka)
- Michele Alboreto, Ferrari (3, koppling)

### Förare som ej startade
- Niki Lauda, McLaren-TAG